# Tibor von Földváry
Tibor von Földváry (Öttevény, 5 de julio de 1863-Budapest, 27 de marzo de 1912), fue un patinador artístico sobre hielo  húngaro.
En el Campeonato Europeo de Patinaje Artístico sobre Hielo, Tibor von Földváry subió al podio en tres ocasiones: en 1892  ganó la medalla de plata, en 1894 ganó la medalla de bronce y en 1895, finalmente logró ganar la medalla de oro.
Después de retirarse de las competiciones, se desempeñó como juez en algunas ediciones de los Campeonato Mundial de Patinaje Artístico sobre Hielo.